# Stereum vellereum
Stereum vellereum är en svampart som beskrevs av Berk. 1855. Stereum vellereum ingår i släktet Stereum och familjen Stereaceae.   Inga underarter finns listade i Catalogue of Life.